# Ranunculus ponojensis
Ranunculus ponojensis är en ranunkelväxtart som först beskrevs av George Gunnar Marklund, och fick sitt nu gällande namn av S. Ericsson. Ranunculus ponojensis ingår i släktet ranunkler, och familjen ranunkelväxter. Inga underarter finns listade i Catalogue of Life.